# Psychocukier
Psychocukier – polski zespół rockowy założony w Łodzi w połowie lat 90. W obecnym składzie od około 2001. Nazwa zespołu pochodzi z filmu Brooklyn Boogie.

## Historia
Zespół założył Robert Sasza Tomaszewski w sierpniu 1996 roku. W latach 90. nagrali kilka dem i zagrali kilka koncertów. W 2001 roku dołączyli do niego znany jako muzyk elektroniczny Deuce basista Piotr Połoz i perkusista Marcin Awierianow zawiązując występujący do dzisiaj skład. 
Zespół zdobył sporą najpierw lokalną a potem ogólnopolską popularność w środowiskach związanych z muzyką na długo przed wydaniem debiutanckiego albumu. Głównie za sprawą transowych, psychodelicznych koncertów.
W roku 2002 zadebiutowali na składance wytwórni Reqiuem City Songs 6 z utworem „Moja ręka jest jednookim robakiem”. W 2003 roku pod okiem Marcina Dymitra z zespołu Ewa Braun nagrali swój debiutancki album, który ukazał się dopiero w 2007 jako Małpy morskie nakładem Love Industry. LABEL Love Industry była to niezależna wytwórnia płytowa, prowadzona przez Macieja Werka (wokalista grupy Hedone) oraz Marcina Tercjaka. W międzyczasie nagrania grupy Psychocukier ukazały się m.in. na składankach 3maj z nami oraz Offensywa, związanymi z audycjami muzycznymi o tych samych tytułach, emitowanymi w Programie Trzecim Polskiego Radia. Zespół budował swoją reputację grając koncerty w całym kraju.
W 2008 roku Psychocukier wywołał kontrowersje wyśmiewając na swoim blogu inne polskie zespoły, takie jak Muchy czy Out of Tune. Grupa wydała wtedy swój drugi album, zatytułowany No More Work. 28 marca 2008 Psychocukier zagrał koncert na żywo w Muzycznym Studio Trójki im. Agnieszki Osieckiej.
Trzeci album, pt. Królestwo, ukazał się 7 października 2011. W październiku 2011 zespół po raz kolejny wystąpił na żywo w Studio im. Agnieszki Osieckiej. W lipcu 2012 zagrali na Heineken Open’er Festival w Gdyni.
12 listopada 2013 zespół poprzedzał Placebo w czasie koncertu na warszawskim Torwarze. 1 grudnia 2013 premierę miał czwarty album Psychocukru, zatytułowany Diamenty. Za nagranie, miksowanie i mastering płyty odpowiadał warszawski producent Mikołaj „Noon” Bugajak. Cały materiał zarejestrowano metodą „na setkę” w dniach 26-30 sierpnia 2013 roku w Łodzi.

## Skład
- Sasza Tomaszewski – gitara, śpiew
- Piotr Połoz – gitara basowa, śpiew
- Marcin Awierianow – perkusja

## Dyskografia
- Małpy morskie (2007) – Love Industry
- No More Work! (2008) – Love Industry
- Królestwo (2011) – Antena Krzyku
- Diamenty (2013) – Nowe Nagrania
- Antypody umysłu (2018) – Nowe Nagrania
- Tu i teraz (2023) - Skylark Records